# Bates Motel (1.ª temporada)
A primeira temporada de Bates Motel estreou em 18 de março de 2013 e foi concluída em 20 de maio de 2013. A temporada consistiu em 10 episódios e foi ao ar às segundas-feiras às 22h no A&E. A série é descrita como um "prequel contemporâneo" do filme Psycho de 1960 e segue a vida de Norman Bates e sua mãe Norma antes dos eventos retratados no filme de Hitchcock. A série se passa na cidade fictícia de White Pine Bay, Oregon.
A temporada recebeu críticas positivas de críticos de televisão. Em seu episódio de estréia, a série quebrou recordes de classificação para uma série de drama original na A&E, atraindo um total de 3,04 milhões de espectadores. Bates Motel foi renovada para uma segunda temporada depois que três episódios da primeira temporada foram ao ar. Vera Farmiga recebeu elogios por sua atuação como Norma Louise Bates, ela ganhou o Saturn Award de 2013 de Melhor Atriz na Televisão e foi indicada ao Emmy Award de 2013 como Melhor Atriz Principal em Série Dramática, o Critics' Choice Television Award de 2013  de Melhor Atriz em Série Dramática e o Prêmio TCA de 2013 por Realização Individual em Drama. A primeira temporada foi lançada em Blu-ray e DVD em 17 de setembro de 2014.

## Elenco e personagens

### Principal
- Vera Farmiga como Norma Louise Bates
- Freddie Highmore como Norman Bates
- Max Thieriot como Dylan Massett
- Olivia Cooke como Emma Decody
- Nicola Peltz como Bradley Martin

### Recorrente
- Nestor Carbonell como Xerife Alex Romero
- Mike Vogel como Delegado Zack Shelby
- Keegan Connor Tracy como Srta. Blair Watson
- Brittney Wilson como Lissa
- Jere Burns como Jake Abernathy
- Diana Bang como Jiao
- Vincent Gale como Gil Turner
- Richard Harmon como Richard Sylmore
- Ian Tracey como Remo Wallace
- Terry Chen como Ethan Chang
- Ian Hart como Will Decody
- Hiro Kanagawa como Dr. Fumhiro Kurata
- David Cubitt como Sam Bates
- Keenan Tracey como Gunner
- Aliyah O'Brien como Regina

### Participação
- W. Earl Brown como Keith Summers
- Lara Gilchrist como Rebecca Craig
- Ben Cotton como Danny

## Recepção

### Resposta da Crítica
A primeira temporada do Bates Motel recebeu críticas positivas. Recebeu 66 de 100 do Metacritic, com base em 34 respostas críticas, indicando "avaliações geralmente favoráveis". Rotten Tomatoes agregou que 81% dos 37 críticos de televisão deram à série uma crítica positiva. O consenso do site diz: "Bates Motel utiliza manipulação da mente e táticas de medo de suspense, além de um trabalho de caráter consistentemente agudo e de relacionamentos familiares maravilhosamente desconfortáveis". Em 8 de abril de 2013, a A&E renovou a série para uma segunda temporada, após críticas positivas e boas classificações após os três primeiros episódios.

### Avaliações
Em sua noite de estreia, a série quebrou recordes de classificação para uma série de drama original na A&E. Atraiu um total de 3,04 milhões de espectadores, incluindo 1,6 milhão de espectadores na demografia 18-49. O episódio final da temporada atraiu um total de 2,70 milhões de espectadores, com uma participação de 1,2 classificações na demografia 18–49. No geral, a primeira temporada teve uma média de 2,70 milhões de espectadores, com 1,5 milhão de inscritos nas demografias 18-49 e 25-54.
Patrick Broadnax analisando o episódio 7 para o site Examiner disse que o "novo começo de Norma (...) tem sido contaminado para dizer o mínimo. Tudo o que ela trabalhou com direção tornou-se um pesadelo que ela deve ter dia sim, dia não. É principalmente e incrivelmente divertido do ponto de vista do espectador, se não, por vezes angustiante em alguns aspectos. (...) Ambicioso, se não um pouco tolo. "The Man in Number 9" se sente como uma espécie de reinício após os últimos acontecimentos, mas (...) para um enredo mais escuro e mais profundo".
Roth Cornet para o IGN disse que a "série realmente tem feito um trabalho admirável de deixar Norman cativante para nós, ao mesmo tempo que planta a semente do medo. Realmente nós não temos ideia do que ele pode fazer de momento a momento."

## Filmagens
Uma réplica do set original do filme Psych foi construída em Aldergrove, British Columbia em 272 nd Street, onde a telessérie é filmada. A produção também teve lugar na Great Vancouver e Richmond, British Columbia. A fotografia principal para a primeira temporada começou em 1 de outubro de 2012. Embora as filmagens para a primeira temporada era esperado para terminarem em 24 de janeiro de 2013, a produção continuou no início de fevereiro de 2013.